# C/442 V1
C/442 V1 ist ein Komet, der in den Jahren 442 und 443 mit dem bloßen Auge gesehen werden konnte. Er wird aufgrund seiner außergewöhnlichen Helligkeit zu den „Großen Kometen“ gezählt.

## Entdeckung und Beobachtung
Die chinesische Chronik Chén Shū aus dem 7. Jahrhundert berichtet, dass ein „funkelnder Stern“ erstmals am Morgen des 10. November 442 (Ortszeit) gesichtet wurde, der im Sternbild Großer Bär stand. Er bewegte sich anschließend durch die Sternbilder Fuhrmann, Stier und Eridanus und verschwand wieder noch während des Winters. Das Datum der letzten Beobachtung ist nicht genau zu ermitteln, denn auch die Chronik Sòng Shū aus dem 5. Jahrhundert berichtet nur davon, dass der Komet nach über hundert Tagen im Westen verschwand. Nur aus den Helligkeitsangaben kann das Datum der letzten Sichtung ungefähr abgeschätzt werden, I. Hasegawa nimmt dafür den 18. Februar 443 an.
Auch mehrere europäische Quellen berichten von einem großen Kometen im Jahr 442. Der gallaekische Bischof und Historiker Hydatius berichtet in seiner Continuatio Chronicorum Hieronymianorum aus dem 5. Jahrhundert:

“(442) Cometae sidus apparere incipit mense Decembri: quod per menses aliquot visum subsequentis in pestilentia plagae, quae fere in toto orbe diffusa est, praemisit ostentum.”

„Ein Komet begann im Monat Dezember zu erscheinen, der in der Folge für einige Monate sichtbar und ein Vorzeichen einer Seuche war, die sich fast in der ganzen Welt ausbreitete.“

Der oströmische Historiker Marcellinus Comes berichtete in seinem Chronicon aus dem 6. Jahrhundert auch vom Erscheinen eines Kometen im Jahr 442:

“(442) X. Eudoxii et Dioscori. Stella quae crinita dicitur per plurimum tempus ardens apparuit.”

„[Indiktion] X. [Konsulat des] Eudoxius und Dioscorus. Ein Stern, der Komet genannt wird, erschien brennend für eine lange Zeit.“

Eine lapidare Erwähnung in den irischen Annalen von Inisfallen („Ein Komet erschien“) bezieht sich wahrscheinlich auf den Bericht von Marcellinus.
Der Komet erreichte um den 7. Dezember eine Helligkeit von 1–2 mag.

## Umlaufbahn
Für den Kometen konnte von Hasegawa aus Beobachtungen über 100 Tage nur eine sehr unsichere parabolische Umlaufbahn bestimmt werden, die um rund 106° gegen die Ekliptik geneigt ist. Seine Bahn steht damit fast senkrecht zu den Bahnebenen der Planeten, er durchläuft seine Bahn gegenläufig (retrograd) zu ihnen. Im sonnennächsten Punkt der Bahn (Perihel), den der Komet um den 15. Dezember 442 durchlaufen hat, befand er sich mit etwa 230 Mio. km Sonnenabstand im Bereich zwischen den Umlaufbahnen von Mars und Erde. Bereits um den 6. Dezember könnte er der Erde bis auf etwa 90 Mio. km (0,58 AE) nahegekommen sein. Um den 31. Dezember könnte er sich noch dem Mars bis auf etwa 60 Mio. km genähert haben.
Aufgrund der unsicheren Ausgangsdaten kann keine Aussage darüber getroffen werden, ob und gegebenenfalls wann der Komet in das innere Sonnensystem zurückkehren könnte.